# Surčin
Surčin è un comune della Serbia componente la città di Belgrado, in cui sorge l'Aeroporto di Belgrado-Nikola Tesla.